# Педирка
Педирка е малка австралийска пустиня, на около 100 км северозападно от Уднадата и 250 км североизточно от Кубър Педи в Южна Австралия. Точно на север е националният парк Витжира.
Пустинята е сравнително малка, площта ѝ е около 1 250 км2.
Пустинята Педирка е част от биорегиона Финке. Пясъците са тъмночервени и покрити с гъсти гори мулга. Дюните в пустинята са ниски, ерозирали, широко разположени и успоредни една на друга.
Въпреки че земята не е особено привлекателна за пастирите, тя прогресивно се развива.